# Elsenfeld
Elsenfeld è un comune tedesco di 8 906 abitanti, situato nel land della Baviera.